# Zacco
Zacco, rod manjih slatkovodnih riba iz porodice šarana koje žive uglavnom po kineskim rijekama i jezerima. Najveća među njima je Z. taliensis koja naraste maksimalno 30 centimatara, a živi u jezeru Erhai u Kini.
Otale vrste nekad smještene u ovaj

## Vrste
1. Zacco acutipinnis (Bleeker, 1871)
2. Zacco chengtui Kimura, 1934
3. Zacco platypus (Temminck & Schlegel, 1846)
4. Zacco taliensis (Regan, 1907)